# نویسنده در تاریکی
«نویسنده در تاریکی» (انگلیسی: Writer in the Dark) ترانه‌ای از لرد، خواننده-ترانه‌پرداز نیوزیلندی، برگرفته از دومین آلبوم استودیویی‌اش ملودراما (۲۰۱۷) است. او این قطعه را به‌صورت مشترک به همراه جک آنتونوف نوشت و تهیه کرد. این اثر یک پیانو بالاد با تولید متراکم و اوترو است. اشعار آن ضجه و زاری لرد نسبت به عاشق سابقش است که در آن می‌گوید همیشه او را دوست خواهد داشت اما همچنان لازم است زندگی خود را به جلو حرکت دهد. این ترانه مورد تحسین منتقدان موسیقی قرار گرفت و بسیاری از آنها ترانه‌سرایی آن را تحسین کردند. لرد «نویسنده در تاریکی» و شش ترانه دیگر را به عنوان بخشی از مجموعه ترانه‌های ویوو که در الکتریک لیدی استودیوز تجدید نظر شده‌است، اجرا کرد و در فهرست برنامهٔ تور جهانی ملودراما (۲۰۱۷–۲۰۱۸) قرارش داد.

## پیش‌زمینه و توسعه

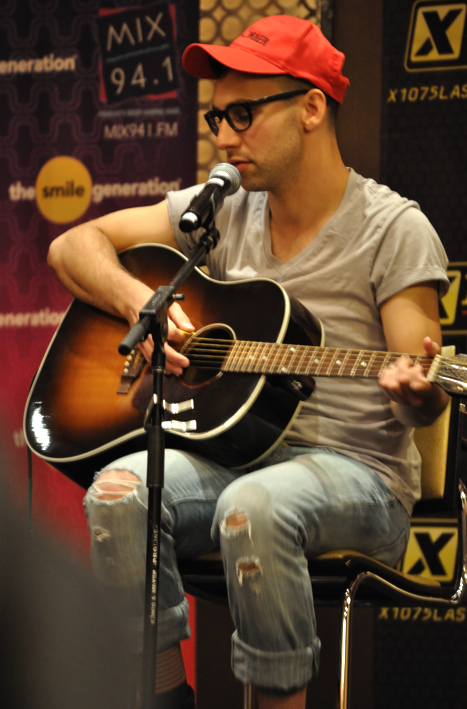
جک آنتونوف ترانه را به صورت مشترک نوشت و تهیه کرد.

در یک مصاحبه پادکست اختصاصی با د اسپیناف لرد اظهار داشت که او «نویسنده در تاریکی» را از دیدگاه «چیزی که پایان یافته، اما هنوز احساس می‌کنم چیزی دارم که می‌خواهم بگویم» نوشت. خواننده در مورد روند ترانه‌سرایی گفت، «جالب است وقتی زن هستید و این موسیقی اعتراف‌آمیز، دردناک و  کاملاً رک و راست را راجع به زندگی خود می‌نویسید. احساس گناه زیادی در ارتباط با آن وجود دارد.» لرد در یک مصاحبه جداگانه با ان‌ام‌ئی گفت که او برای نوشتن شعر «شرط می‌بنم از این‌که یک نویسنده را در تاریکی بوسیدی پشیمان شدی» بعد از اینکه یک شب در رخت‌خواب بیدار شد با یک غریبه شریک شد، الهام گرفته‌است.
به گفته لرد، این ترانه روش او برای گفتن «این چیزی است که من همیشه بوده‌ام. این همان چیزی است که من بودم وقتی شما با من آشنا شدید این همان چیزی است که من پس از ترک تو همچنان خواهم بود. این دقیقاً همان اتفاقی بود که قرار بود بیفتد وقتی که نویسنده‌ای را در تاریکی بوسیدی» است. او همچنین گفت که در روند ترانه‌سرایی احساس شفابخشی و پیچیدگی می‌کرد. زمانی که دربارهٔ نوشتن از دیدگاه سنتی سؤال شد، لرد گفت که احساس می‌کند با پیاده‌سازی کلماتی مانند «سودوافدرین»، نام یک داروی مقلد سمپاتیک، این ترانه را بی نظیر ساخته‌است—که می‌گفت بهتر است در یک ترانه هیپ هاپ کار کند؛ او از گرفتن فرم‌های استاندارد و قرار دادن «بیت‌های تندوتیز روی آن‌ها» لذت می‌برد. لرد همچنین «نویسنده در تاریکی» و ترانه «زیادی بودن» خود در سال ۲۰۱۷ را با کادانس رپ مقایسه کرد.

## آهنگسازی و تفسیر اشعار
«نویسنده در تاریکی» را لرد (تحت نام تولدش الا یلیچ-اوکانر) و جک آنتونوف به صورت مشترک نوشتند و تهیه کردند. ضبط آن در الکتریک لیدی استودیوز در دهکده گرینیچ، شهر نیویورک انجام شد. ترانه در کلید جی ماژور با با سرعت پیاده‌روی تندا ۷۲ بیت در دقیقه ساخته شده‌است، در حالی که آوازهای لرد محدوده D3 تا D5 را شامل می‌شوند. این یک اثر پیانو بالاد است که در تولید آن ابزار دقیق متراکمی وجود دارد. اشعار آن ضبحه و زاری لرد نسبت به عاشق سابقش است که در آن می‌گوید همیشه او را دوست خواهد داشت اما همچنان لازم است زندگی خود را به جلو حرکت دهد. امیلی رایلی، نویسنده پیست گفت که این ترانه «ترکیبی از مقاومت لرد با ناامیدترین و آشکارترین لحظه‌های او است.»
این ترانه نظراتی را دربارهٔ آوازهای لرد به همراه داشت که چندین نشریه آن را با کیت بوش، خوانندهٔ انگلستانی مقایسه کردند. مطابق گفته‌های کالین گرندواتر از پرتی ماچ امیزینگ، آواز لرد در خط «من عاشقت خواهم بود تا وقتی که به پلیس زنگ زنی» به «صدای تیز دردناک انسان» کشیده می‌شود، در حالی که گرگ کات، سردبیر شیکاگو تریبون گفت خواننده یک «خط طنین‌انداز دربارهٔ علاقه‌مندی بیش از اندازه» را منتقل می‌کند، چرا که «راهی برای خارج شدن از لاشه هواپیما» را پیدا می‌کند. دراوند این ساوند به تغییر آواز لرد از «غرش نیمه‌شده معمولی به یک رهایی چهچهه‌زنان تن صدای بسیار» اشاره کرد، در حالی که رولینگ استون قطعه را با بی-ساید آلبوم سگ‌های شکاری عشق بوش در سال ۱۹۸۵ مقایسه کرد. انترتینمنت ویکلی اظهار داشت که لرد در این ترانه «نماد معشوقه تحقیرشده» را بیان می‌کند، در حالی که نو رپکورد گفت که آواز لرد در «من بچهٔ مادرم هستم، من تورا دوست خواهم داشت تا وقتی که نفسم قطع شود» به غم و اندوه در خط‌ها متوسل می‌شود.

## بازخورد

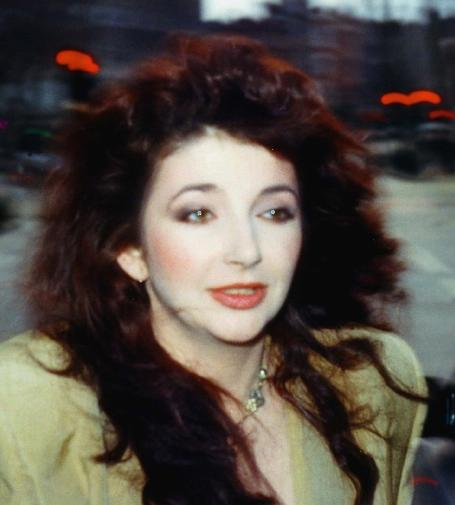
آواز لرد در «نویسنده در تاریکی» با صدای کیت بوش (عکس در سال ۱۹۸۶) مقایسه شد.

«نویسنده در تاریکی» مورد تحسین منتقدان موسیقی قرار گرفت؛ چندین نشریه ترانه‌سرایی آن را با آثار تیلور سوئیفت، خواننده-ترانه‌پرداز آمریکایی مقایسه کردند. گریم توکت، سردبیر Stuff.co.nz، آن را یکی از نکات برجسته آلبوم خواند و گفت «لرد به او سخت‌ترین و ناچیزترین اجرای آوازی تغییریافته خود را در خدمت قوی‌ترین مجموعه شعر آلبوم ارائه می‌دهد». الکسیس پتریدیس از گاردین اظهار داشت «در حالی که این ترانه اولین تلاش یک خواننده زن مدرن برای پیروی از کیت بوش نبود، این ممکن است اولین کسی باشد که باعث شرمندگی شما از جانب آنها نمی‌شود و باعث نمی‌شود از خجالت آب شوید.»
اسپنسر کورنهابر از آتلانتیک با توضیح احساسات یکسان، این ترانه را «کابوس شگفت‌انگیز یک قطعه پیانو» خواند و در پایان با این بیان که لرد می‌گوید «چیزی که قبلاً بارها در ترانه گفته شده‌است، اما او هنوز هم می‌گوید از بیشتر مردم جالب‌تر است» مطلب را نتیجه‌گیری کرد. ویل ریچاردز، نویسندهٔ دی‌آی‌وای این ترانه را «نشان می‌دهد او یکی از باهوش‌ترین ترانه‌نویسان پاپ در این پیرامون است»، در حالی که دن استابز از ان‌ام‌ئی آن را «به‌طور دلپسند تلخ» توصیف کرد. جان پارلیز از نیویورک تایمز متن ترانه را با سوئیفت و زیبایی آن را با لانا دل ری، خوانندهٔ آمریکایی مقایسه کرد و گفت «گاهی اوقات به اندازه کافی پراکنده و شفاف است که صدای لورد را فقط با یک یا دو نت پیانو همراهی کنید».
مجلهٔ انترتینمنت ویکلی «نویسنده در تاریکی» را در رتبهٔ هشتم فهرست خود از ویرانگرترین ترانه‌های دههٔ ۲۰۱۰ میلادی قرار داد. ایو بارلو که برای نشریه‌ها می‌نویسند، آن را «پیروزمندانه» خواند.

## اعتبارها و پرسنل
اعتبارها از یادداشت‌های کوتاه روی جلد ملودراما گرفته شده‌است.

### ضبط و سازمان‌دهی
- منتشر شده توسط سانگز میوزیک پابلیشینگ، انتشارات موسیقی سونی/ای‌تی‌وی، و داکی دونات میوزیک (بی‌ام‌آی)
- ضبط شده در الکتریک لیدی استودیوز (نیویورک)
- میکس شده در الکتریک لیدی استودیوز
- مستر شده در تد ینسن (نیویورک)

### پرسنل
- لرد – آواز، ترانه‌نویس، تهیه‌کننده
- جک آنتونوف – تهیه‌کننده، ترانه‌نویس
- براندون بست – دستیار میکسینگ
- تام المهیرست – میکسینگ
- رندی مریل – مسترینگ
- باری مک‌کری – دستیار مهندسی
- ست پاریس – دستیار مهندسی
- گرگ الیاسون – دستیار مهندسی
- لورا سیسک – مهندسی صدا

## جدول‌ها
| جدول (۲۰۱۷)                           | بالاترین موقعیت |
| ------------------------------------- | --------------- |
| تک‌آهنگ‌های هنرمند نیوزیلندی (آرام‌ان‌زد) | ۷               |
| هیت‌سیکرز نیوزیلندی (آرام‌ان‌زد)         | ۲               |